# Героїчні професії. Залізні люди
Героїчні професії. Залізні люди – поштовий блок №205, введений в обіг Укрпоштою 1 листопада 2023 року. Включає дві марки №2064 «Евакуаційний потяг. Херсон →» та №2065 «→ Львів. Евакуаційний потяг». Випуск та спецпогашення марки були приурочені до Дня залізничника України. 

## Характеристика
Розмір блоку – 96х63 мм, розмір марки – 38,28х38,28 мм. Номінальна вартість — Wх2, що відповідає тарифу на пересилання непріоритетного простого листа наземним транспортом масою до 50 г до іноземних держав. Тираж — 150 000. Художник — Віктор Грудаков . 

## Сюжет
Сюжетом для марки стала історія професіоналізму залізничників під час російського обстрілу Херсона.
3 травня 2023 року, під час обстрілу міста було влучення у вокзал – загорівся вагон, поранений провідник. Залізничники відчепили охоплені полум’ям вагони, надали медичну допомогу колезі, швидко посадили пасажирів до вцілілих вагонів. Поїзд №109 Херсон – Львів вирушив зі станції Херсон із затримкою на 14 хвилин. А 4 травня він за графіком прибув до Львова.

## Презентація та спецпогашення
Погашення спеціальним штемпелем «Перший день» відбулося 1 листопада 2023 року на Центральному залізничному в Києві, спецпогашення – у всіх регіонах України, здебільшого також на залізничних вокзалах. У процедурі спецпогашення та презентації поштового блоку взяли участь Віцепрем'єр-міністр з відновлення України — Міністр розвитку громад, територій та інфраструктури Олександр Кубраков, генеральний директор Укрпошти Ігор Смілянський, голова правління голова правління АТ «Укрзалізниця» Євген Лященко, художник Віктор Грудаков та безпосередній учасник подій 3-го травня 2023 р. – начальник поїзда №109 Херсон-Львів Іван Танасюк.